# Toshishiro Obata

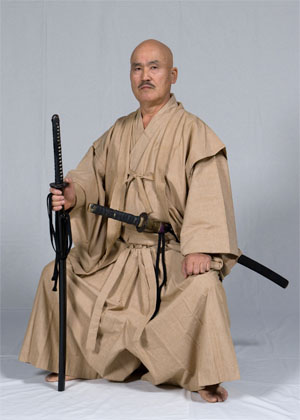
Toshishiro Obata (2011)

Toshishiro Obata (jap. 小幡 利城, Obata Toshishiro ; * 20. Oktober 1948 in der Präfektur Gunma, Japan) ist einer der Gründer der Shinkendō. Als Schauspieler ist er in westlichen Filmen unter dem Namen Toshirô Obata bekannt.
Er ist in Japan als Tameshigiri Champion für mehrere Jahre in Folge bekannt und ist ein autorisierter Shitoka.

## Leben
Toshishiro Obata wurde 1948 in der Präfektur Gunma in Japan geboren.
Im Jahr 1980 zog er nach Amerika um eine Lehre zu beginnen und seine eigene Schwertkunst, durch seine umfangreichen Erfahrungen weiterzuentwickeln. Im Jahr 1990 wurde die Internationale Shinkendo Föderation offiziell gegründet. Der Verband hat 80 internationale Niederlassungen gegründet und expandiert weiter. Obata, als Gründer der Schule, wird  von seinen Schülern „Obata Kaiso“ (小幡開祖, etwa: Gründer Obata) genannt. Er reist um den ganzen Globus, um Seminare für seine Studenten auf der ganzen Welt zu halten.

## Anfänge in den Kampfkünsten

### Yoshinkan-Aikidō
Im Jahr 1966 verließ der 18-jährige Obata seine kleine ländliche Heimatstadt und ging nach Tokio, um eine Karriere in der Kampfkunst zu beginnen. Im Yoshinkan-Aikidō Hauptquartier als Uchi-Deshi (im Haus lebender Schüler) trainierte er unter der Anleitung von Meister Gōzō Shioda, dem Gründer des Yoshinkan. Über einen Zeitraum von sieben Jahren diente Sensei Obata als Lehrer für Universitäten, die Bereitschaftspolizei und die japanische Armee. Zu dieser Zeit führte Obata die japanische Schwertkunst ein.

### Schwertkunst
Um die Schwertkünste, die er während des Aikido Trainings erworben hatte zu erweitern, trainierte er gleichzeitig den Schwertstil „Yagyū Ryu“ (in der 21sten Generation des Sōke Yagyū Nobuharu) und die Kunst des Zen (mit Mitgliedern des Shiyukai). Als Uchi-Deshi war es Obata jedoch nicht möglich, andere Künste intensiv zu studieren, was er 1973 zum Anlass nahm, den Yoshinkan zu verlassen. Er studierte und erreichte hohe Platzierungen in vielen berühmten japanischen Schulen, darunter Nakamura Ryu, Ioriken Battojutsu, Toyama Ryu, Yagyū Shinkage-ryū, Kashima Shin Ryu, Ryūkyū Kobudō, und andere. Er trat auch in die Tokyo Wakakoma, Japans Elite-Gruppe von Stuntmen und Kampf Choreographen ein, und war verantwortlich für die Einführung und die zunehmende Beliebtheit von Aikidō in japanischen Filmen. Während dieser Zeit gewann Obata sieben aufeinanderfolgende All-Japan target-cutting Meisterschaften.

## Filmkarriere
Seit 1986 hat Obata in mehreren Hollywood-Filmen mitgewirkt, darunter Black Rain, Turtles und Turtles II – Das Geheimnis des Ooze, Showdown in Little Tokyo, Die Wiege der Sonne, Shadow und der Fluch des Khan, The Hunted – Der Gejagte, und Demolition Man. Er hatte auch mehrere Auftritte in Dokumentationen über Kampfkünste.

## Bücher
Obata Kaiso hat mehrere Bücher geschrieben, vor allem über Shinkendō, japanische Schwertkunst nach seiner Kunst, und die sichere und effektive Praxis des Zerschneidens dem Shinkendō Tameshigiri gewidmet. Kaiso arbeitet immer noch an einigen Büchern, darunter eine Abhandlung über die Philosophie der Shinkendō, tiefere Studien in den Aspekten der Fechtkunst, und eine historische Ansicht der Toyama Ryu.